# Charles Hazelius Sternberg
Charles Hazelius Sternberg (ur. 15 czerwca 1850, zm. 20 lipca 1943) – amerykański kolekcjoner kości i paleontolog amator, ojciec Charlesa Mortrama Sternberga.

## Życiorys
W czasie „wojny o kości” wraz ze swoimi dwoma synami, George'em i Levim, pracował dla Edwarda Drinkera Cope'a, poszukując skamieniałości dinozaurów w stanie Kansas. W 1911 rozpoczął pracę dla Geological Survey of Canada. Wraz z synami miał duży udział w badaniu bogatych w skamieniałości złoży w dolinie rzeki Red Deer w Albercie.
Skamieniałości kolekcjonowane przez Charlesa H. Sternberga, obejmujące dinozaury odkryte w zachodniej części USA i Kanady, znajdują się na wystawach i w zbiorach czołowych muzeów w Ameryce Północnej i Europie.

## Twórczość
- The Life of a Fossil Hunter (1909)
- Hunting Dinosaurs in the Badlands of the Red Deer River, Alberta, Canada (1917)